# Campeonato Carioca de Futebol de 1992
O Campeonato Carioca de Futebol de 1992 foi a 95.ª edição da principal divisão do futebol no Rio de Janeiro.
Esta edição foi particularmente diferente, pois os jogos não foram disputados no Maracanã, porque o estádio passava por reformas após o incidente ocorrido em julho de 1992, na final do Campeonato Brasileiro entre Flamengo X Botafogo, onde o alambrado superior da arquibancada destinado à torcida rubro-negra cedeu, causando a morte de 3 pessoas e deixando 82 feridas.
A FERJ decidiu então que os jogos que foram agendados para o Maracanã, seriam disputados no Estádio de São Januário.
Sem jogos no Estádio do Maracanã, a média de público foi de 1.713 torcedores pagantes por jogo.
Vencedor da Taça Guanabara e também da Taça Rio com duas rodadas de antecedência, o Vasco tornou-se campeão carioca sem a necessidade da fase final. O "cruzmaltino" terminou o campeonato de forma invicta (o quinto título sem perder). O título foi o último na carreira de Roberto Dinamite, que neste ano foi eleito vereador.

## Primeira divisão

### Fórmula de disputa
Nesta edição do torneio foram disputados dois turnos (Taça Guanabara e Taça Rio), divididos em dois grupos. O grupo A reunia os 12 principais clubes e o primeiro classificado garantia uma vaga na final, adicionalmente era declarado campeão da Taça Guanabara. O grupo B reunia 14 clubes que eram escolhidos pela FERJ e, diferente do grupo A, não tinha vaga na final, apenas garantia aos dois primeiros classificados o direito de disputar o 2º turno no grupo A.
O 2º turno era então disputado com 14 clubes no grupo A e 12 no grupo B. O vencedor do 2º turno garantia a outra vaga na final e era declarado campeão da Taça Rio. Caso o campeão do 2º turno fosse o mesmo do 1º turno, então o clube era declarado campeão estadual. Os quatro últimos colocados do grupo A fariam parte do grupo B do torneio no ano seguinte.

### Rebaixamento
Ao fim do 2º turno, os quatro clubes com menos pontos do grupo B era relegados à segunda divisão do ano seguinte.
Artilheiro: Ézio (Fluminense) - 15 gols

## Jogos

### 1º Turno
| Clube                | Pts | J  | V | E | D | GP | GC | SG  |
| -------------------- | --- | -- | - | - | - | -- | -- | --- |
| Vasco da Gama        | 18  | 11 | 7 | 4 | 0 | 17 | 2  | 15  |
| Flamengo             | 16  | 11 | 7 | 2 | 2 | 26 | 10 | 16  |
| Bangu                | 16  | 11 | 6 | 4 | 1 | 14 | 7  | 7   |
| Botafogo             | 15  | 11 | 6 | 3 | 2 | 14 | 9  | 5   |
| Fluminense           | 14  | 11 | 5 | 4 | 2 | 21 | 11 | 10  |
| Madureira            | 14  | 11 | 5 | 4 | 2 | 9  | 11 | -2  |
| Volta Redonda        | 9   | 11 | 2 | 5 | 4 | 7  | 12 | -5  |
| América de Três Rios | 8   | 11 | 2 | 4 | 5 | 11 | 16 | -5  |
| Americano            | 7   | 11 | 3 | 1 | 7 | 12 | 18 | -6  |
| Campo Grande         | 5   | 11 | 2 | 1 | 8 | 6  | 21 | -15 |
| América              | 5   | 11 | 1 | 3 | 7 | 9  | 17 | -8  |
| Itaperuna            | 0   | 11 | 1 | 3 | 7 | 8  | 20 | -12 |

|  | Campeão da Taça Guanabara |

| 23 de Agosto, 1992   |     |                      |
| Americano            | 1-1 | Itaperuna            |
| Bangu                | 0-0 | Botafogo             |
| 24 de Agosto, 1992   |     |                      |
| Fluminense           | 4-0 | América de Três Rios |
| 29 de Agosto, 1992   |     |                      |
| América de Três Rios | 3-1 | Campo Grande         |
| 30 de Agosto, 1992   |     |                      |
| Volta Redonda        | 1-0 | Americano            |
| Botafogo             | 1-1 | Fluminense           |
| 31 de Agosto, 1992   |     |                      |
| Madureira            | 0-0 | Vasco da Gama        |
| 2 de Setembro, 1992  |     |                      |
| Vasco da Gama        | 1-0 | América de Três Rios |
| Americano            | 1-2 | Fluminense           |
| Itaperuna            | 0-2 | Bangu                |
| 3 de Setembro, 1992  |     |                      |
| América              | 3-0 | Volta Redonda        |
| Campo Grande         | 0-3 | Flamengo             |
| 5 de Setembro, 1992  |     |                      |
| América de Três Rios | 1-1 | América              |
| Campo Grande         | 2-1 | Americano            |
| Volta Redonda        | 0-0 | Bangu                |
| 7 de Setembro, 1992  |     |                      |
| Fluminense           | 3-1 | Itaperuna            |
| Vasco da Gama        | 1-0 | Botafogo             |
| Flamengo             | 5-0 | Madureira            |
| 9 de Setembro, 1992  |     |                      |
| América de Três Rios | 2-1 | Itaperuna            |
| Madureira            | 2-1 | Bangu                |
| Flamengo             | 3-1 | América              |
| Fluminense           | 4-0 | Campo Grande         |
| Botafogo             | 2-1 | Americano            |
| Volta Redonda        | 0-1 | Vasco da Gama        |
| 12 de Setembro, 1992 |     |                      |
| América              | 0-1 | Fluminense           |
| Bangu                | 3-1 | Campo Grande         |
| 13 de Setembro, 1992 |     |                      |
| Volta Redonda        | 0-0 | Madureira            |
| Americano            | 2-1 | América de Três Rios |
| Botafogo             | 1-0 | Flamengo             |
| 14 de Setembro, 1992 |     |                      |
| Vasco da Gama        | 3-0 | Itaperuna            |
| 16 de Setembro, 1992 |     |                      |
| Madureira            | 1-1 | Itaperuna            |
| América de Três Rios | 2-2 | Flamengo             |
| Campo Grande         | 0-0 | Volta Redonda        |
| Fluminense           | 1-2 | Bangu                |
| Botafogo             | 1-1 | América              |
| 17 de Setembro, 1992 |     |                      |
| Americano            | 0-3 | Vasco da Gama        |
| 19 de Setembro, 1992 |     |                      |
| Madureira            | 1-0 | América de Três Rios |
| Itaperuna            | 1-2 | Volta Redonda        |
| 20 de Setembro, 1992 |     |                      |
| América              | 0-4 | Vasco da Gama        |
| Bangu                | 1-0 | Americano            |
| Flamengo             | 2-1 | Fluminense           |
| 21 de Setembro, 1992 |     |                      |
| Campo Grande         | 1-2 | Botafogo             |
| 22 de Setembro, 1992 |     |                      |
| América de Três Rios | 0-1 | Madureira            |
| Flamengo             | 2-0 | Volta Redonda        |
| 23 de Setembro, 1992 |     |                      |
| Vasco da Gama        | 2-0 | Campo Grande         |
| 24 de Setembro, 1992 |     |                      |
| Botafogo             | 0-1 | Madureira            |
| América              | 1-1 | Itaperuna            |
| 25 de Setembro, 1992 |     |                      |
| Bangu                | 3-2 | Flamengo             |
| 27 de Setembro, 1992 |     |                      |
| Campo Grande         | 0-2 | Madureira            |
| Itaperuna            | 0-2 | Flamengo             |
| Americano            | 2-1 | América              |
| Fluminense           | 1-1 | Vasco da Gama        |
| 28 de Setembro, 1992 |     |                      |
| Bangu                | 0-0 | América de Três Rios |
| Botafogo             | 2-1 | Volta Redonda        |
| 30 de Setembro, 1992 |     |                      |
| Madureira            | 1-1 | Fluminense           |
| Flamengo             | 4-1 | Americano            |
| Campo Grande         | 1-0 | América              |
| 1 de Outubro, 1992   |     |                      |
| Volta Redonda        | 1-1 | América de Três Rios |
| Itaperuna            | 1-3 | Botafogo             |
| Vasco da Gama        | 0-0 | Bangu                |
| 4 de Outubro, 1992   |     |                      |
| América              | 1-2 | Bangu                |
| Americano            | 3-0 | Madureira            |
| Itaperuna            | 1-0 | Campo Grande         |
| Volta Redonda        | 2-2 | Fluminense           |
| Flamengo             | 1-1 | Vasco da Gama        |
| 5 de Outubro, 1992   |     |                      |
| América de Três Rios | 1-2 | Botafogo             |

| Clube              | Pts | J  | V | E | D  | GP | GC | SG  |
| ------------------ | --- | -- | - | - | -- | -- | -- | --- |
| Goytacaz           | 19  | 13 | 7 | 5 | 1  | 17 | 4  | 13  |
| Olaria             | 17  | 13 | 7 | 3 | 3  | 20 | 9  | 11  |
| Friburguense       | 17  | 13 | 7 | 3 | 3  | 25 | 16 | 9   |
| Entrerriense       | 17  | 13 | 6 | 5 | 2  | 15 | 11 | 4   |
| Saquarema          | 16  | 13 | 5 | 6 | 2  | 15 | 11 | 4   |
| São Cristóvão      | 14  | 13 | 4 | 6 | 3  | 14 | 11 | 3   |
| Portuguesa da Ilha | 14  | 13 | 4 | 6 | 3  | 14 | 15 | -1  |
| Bonsucesso         | 13  | 13 | 5 | 3 | 5  | 12 | 13 | -1  |
| Mesquita           | 11  | 13 | 4 | 3 | 6  | 9  | 13 | -4  |
| Barra Mansa        | 11  | 13 | 3 | 5 | 5  | 10 | 13 | -3  |
| União Nacional     | 11  | 13 | 3 | 5 | 5  | 7  | 11 | -4  |
| Paduano            | 9   | 13 | 3 | 3 | 7  | 10 | 16 | -6  |
| Cabofriense        | 9   | 13 | 3 | 3 | 7  | 7  | 13 | -6  |
| Olympico           | 4   | 13 | 1 | 2 | 10 | 14 | 33 | -19 |

|  | Promovidos ao Grupo A do 2º turno |

| 1 de Agosto, 1992    |     |                    |
| Bonsucesso           | 0-0 | Goytacaz           |
| Olaria               | 3-0 | Paduano            |
| 2 de Agosto, 1992    |     |                    |
| Barra Mansa          | 2-0 | Mesquita           |
| São Cristóvão        | 5-0 | Olympico           |
| Friburguense         | 2-2 | Portuguesa da Ilha |
| Saquarema            | 0-0 | União Nacional     |
| Entrerriense         | 1-0 | Cabofriense        |
| 8 de Agosto, 1992    |     |                    |
| Olaria               | 0-0 | Friburguense       |
| São Cristóvão        | 1-0 | União Nacional     |
| Portuguesa da Ilha   | 0-0 | Saquarema          |
| 9 de Agosto, 1992    |     |                    |
| Mesquita             | 1-1 | Entrerriense       |
| Cabofriense          | 0-1 | Goytacaz           |
| Paduano              | 1-0 | Barra Mansa        |
| Olympico             | 1-2 | Bonsucesso         |
| 15 de Agosto, 1992   |     |                    |
| Olympico             | 0-4 | Olaria             |
| Bonsucesso           | 0-0 | Paduano            |
| 16 de Agosto, 1992   |     |                    |
| Mesquita             | 0-1 | Cabofriense        |
| Goytacaz             | 3-0 | Barra Mansa        |
| Friburguense         | 2-0 | São Cristóvão      |
| União Nacional       | 1-0 | Portuguesa da Ilha |
| Entrerriense         | 2-1 | Saquarema          |
| 22 de Agosto, 1992   |     |                    |
| Portuguesa da Ilha   | 1-1 | São Cristóvão      |
| 23 de Agosto, 1992   |     |                    |
| Saquarema            | 2-2 | Mesquita           |
| Goytacaz             | 0-0 | Entrerriense       |
| Paduano              | 1-1 | Cabofriense        |
| Barra Mansa          | 3-1 | Olympico           |
| Friburguense         | 5-1 | Bonsucesso         |
| União Nacional       | 1-1 | Olaria             |
| 26 de Agosto, 1992   |     |                    |
| Entrerriense         | 1-1 | Barra Mansa        |
| Mesquita             | 1-0 | Bonsucesso         |
| Goytacaz             | 1-0 | Olaria             |
| Paduano              | 0-0 | São Cristóvão      |
| Olympico             | 2-3 | Portuguesa da Ilha |
| União Nacional       | 1-1 | Friburguense       |
| 27 de Agosto, 1992   |     |                    |
| Cabofriense          | 2-0 | Saquarema          |
| 29 de Agosto, 1992   |     |                    |
| Olaria               | 2-1 | Mesquita           |
| Bonsucesso           | 1-0 | Entrerriense       |
| São Cristóvão        | 1-1 | Goytacaz           |
| Portuguesa da Ilha   | 0-1 | Paduano            |
| 30 de Agosto, 1992   |     |                    |
| União Nacional       | 2-1 | Olympico           |
| Saquarema            | 2-1 | Friburguense       |
| Barra Mansa          | 1-0 | Cabofriense        |
| 6 de Setembro, 1992  |     |                    |
| Mesquita             | 0-0 | São Cristóvão      |
| Goytacaz             | 4-0 | Portuguesa da Ilha |
| Paduano              | 0-1 | União Nacional     |
| Olympico             | 1-2 | Friburguense       |
| Cabofriense          | 1-1 | Bonsucesso         |
| Olaria               | 3-0 | Entrerriense       |
| 9 de Setembro, 1992  |     |                    |
| Portuguesa da Ilha   | 1-0 | Mesquita           |
| União Nacional       | 1-1 | Goytacaz           |
| Friburguense         | 4-2 | Paduano            |
| Olaria               | 0-0 | Cabofriense        |
| São Cristóvão        | 0-2 | Entrerriense       |
| Bonsucesso           | 2-0 | Barra Mansa        |
| 10 de Setembro, 1992 |     |                    |
| Saquarema            | 3-1 | Olympico           |
| 13 de Setembro, 1992 |     |                    |
| Mesquita             | 1-0 | União Nacional     |
| Goytacaz             | 2-0 | Friburguense       |
| Paduano              | 6-2 | Olympico           |
| Entrerriense         | 1-1 | Portuguesa da Ilha |
| Cabofriense          | 0-1 | São Cristóvão      |
| Saquarema            | 2-0 | Bonsucesso         |
| Barra Mansa          | 0-1 | Olaria             |
| 16 de Setembro, 1992 |     |                    |
| Barra Mansa          | 0-1 | Saquarema          |
| 19 de Setembro, 1992 |     |                    |
| Portuguesa da Ilha   | 0-0 | Barra Mansa        |
| São Cristóvão        | 1-0 | Bonsucesso         |
| 20 de Setembro, 1992 |     |                    |
| Mesquita             | 2-1 | Olympico           |
| Goytacaz             | 2-0 | Paduano            |
| Entrerriense         | 4-2 | Friburguense       |
| Cabofriense          | 1-0 | União Nacional     |
| Saquarema            | 2-1 | Olaria             |
| 23 de Setembro, 1992 |     |                    |
| Mesquita             | 0-1 | Goytacaz           |
| Entrerriense         | 1-0 | Paduano            |
| Cabofriense          | 0-2 | Olympico           |
| Friburguense         | 2-1 | Barra Mansa        |
| Bonsucesso           | 3-0 | União Nacional     |
| Olaria               | 1-2 | Portuguesa da Ilha |
| São Cristóvão        | 1-1 | Saquarema          |
| 26 de Setembro, 1992 |     |                    |
| Portuguesa da Ilha   | 1-1 | Bonsucesso         |
| Olaria               | 3-2 | São Cristóvão      |
| 27 de Setembro, 1992 |     |                    |
| Paduano              | 0-1 | Mesquita           |
| Saquarema            | 0-0 | Goytacaz           |
| Olympico             | 1-1 | Entrerriense       |
| Friburguense         | 2-0 | Cabofriense        |
| Barra Mansa          | 0-0 | União Nacional     |
| 3 de Outubro, 1992   |     |                    |
| Portuguesa da Ilha   | 3-1 | Cabofriense        |
| Bonsucesso           | 0-1 | Olaria             |
| 4 de Outubro, 1992   |     |                    |
| Barra Mansa          | 1-1 | São Cristóvão      |
| Friburguense         | 2-0 | Mesquita           |
| Olympico             | 1-1 | Goytacaz           |
| Paduano              | 0-1 | Saquarema          |
| União Nacional       | 0-1 | Entrerriense       |

### 2º Turno
| Clube                | Pts | J  | V  | E | D | GP | GC | SG  |
| -------------------- | --- | -- | -- | - | - | -- | -- | --- |
| Vasco da Gama        | 24  | 13 | 11 | 2 | 0 | 27 | 8  | 19  |
| Flamengo             | 18  | 13 | 8  | 2 | 3 | 23 | 8  | 15  |
| Fluminense           | 17  | 13 | 7  | 3 | 3 | 19 | 11 | 8   |
| América de Três Rios | 15  | 13 | 5  | 5 | 3 | 17 | 16 | 1   |
| Botafogo             | 15  | 13 | 4  | 7 | 2 | 18 | 15 | 3   |
| Americano            | 15  | 13 | 3  | 8 | 2 | 11 | 10 | 1   |
| Olaria               | 14  | 13 | 5  | 4 | 4 | 11 | 8  | 3   |
| Volta Redonda        | 12  | 13 | 4  | 4 | 5 | 13 | 16 | -3  |
| Bangu                | 10  | 13 | 2  | 6 | 5 | 7  | 10 | -3  |
| América              | 10  | 13 | 2  | 6 | 5 | 10 | 16 | -6  |
| Campo Grande         | 9   | 13 | 3  | 3 | 7 | 9  | 13 | -4  |
| Itaperuna            | 8   | 13 | 3  | 3 | 7 | 9  | 21 | -12 |
| Goytacaz             | 8   | 13 | 2  | 4 | 7 | 8  | 17 | -9  |
| Madureira            | 7   | 13 | 1  | 5 | 7 | 5  | 18 | -13 |

|  | Campeão da Taça Rio                         |
|  | Despromovidos para o grupo B do próximo ano |

| Clube              | Pts | J  | V | E | D | GP | GC | SG  |
| ------------------ | --- | -- | - | - | - | -- | -- | --- |
| Entrerriense       | 16  | 11 | 6 | 4 | 1 | 15 | 6  | 9   |
| São Cristóvão      | 15  | 11 | 6 | 3 | 2 | 14 | 8  | 6   |
| Olympico           | 14  | 11 | 5 | 4 | 2 | 21 | 9  | 12  |
| Portuguesa da Ilha | 14  | 11 | 5 | 4 | 2 | 10 | 6  | 4   |
| Friburguense       | 14  | 11 | 4 | 6 | 1 | 12 | 7  | 5   |
| Mesquita           | 11  | 11 | 3 | 5 | 3 | 10 | 8  | 2   |
| Bonsucesso         | 11  | 11 | 3 | 5 | 3 | 9  | 10 | -1  |
| Saquarema          | 10  | 11 | 3 | 4 | 4 | 14 | 15 | -1  |
| Barra Mansa        | 10  | 11 | 3 | 4 | 4 | 8  | 9  | -1  |
| União Nacional     | 9   | 11 | 3 | 3 | 5 | 7  | 12 | -5  |
| Paduano            | 5   | 11 | 1 | 3 | 7 | 4  | 15 | -11 |
| Cabofriense        | 3   | 11 | 0 | 3 | 8 | 2  | 21 | -19 |

|  | Promovidos ao Grupo A para o ano seguinte |
|  | Despromovidos para a 2ª divisão           |

## O jogo do título[6]
| 24 de novembro | Bangu | 0 – 1 | Vasco      | São Januário |
|                |       |       | Valdir 29' | Público: 11 255 Renda: Cr$249.520.000,50 Árbitro: Cláudio Cerdeira Assistentes: Guilherme Fernandes e Antônio Armênio |

Bangu: Wágner, Cláudio Gomes, Oliveira, Luisinho e Paulo Roberto; Pestana, Maciel (Marcelo Rodrigues) e Jair de Souza; Gílson, Dionísio e Edílson (Paulo Dias). Técnico: Moisés.
Vasco: Carlos Germano, Cássio (Pimentel), Jorge Luiz, Tinho e Eduardo; Luisinho, Sidney, Carlos Alberto Dias (Geovani) e Luciano; Valdir e Roberto. Técnico: Joel Santana

## Premiação
| Campeonato Carioca de 1992          |
| Rio de Janeiro                      |
| ----------------------------------- |
| VASCO DA GAMA Campeão (18.º título) |